# Два лица доктора Джекила
«Два лица доктора Джекила» (англ. The Two Faces of Dr. Jekyll, 1960) — фильм ужасов студии Hammer Film Productions по повести Роберта Льюиса Стивенсона «Странная история доктора Джекила и мистера Хайда».

## Сюжет
Лондонскому врачу доктору Джекилу (Пол Маисс) удаётся открыть сыворотку, которая заставит Злое в человеке преобладать над Добрым. После принятия напитка в образе мистера Хайда он исполняет свои заветные мечты: в качестве возлюбленной берёт себе танцовщицу Марию (Норма Марла), сближается со своей женой Китти (Доун Аддамс), которая и не подозревает, что она опутана узами Зла. Но вскоре по непонятным причинам, он поджигает свою лабораторию. Своему лучшему другу Литауру (Дэвид Козофф) он заявляет, что уничтожил мистера Хайда, но это не так.